# Katedra Świętych Piotra i Pawła w Brandenburgu an der Havel
Katedra Świętych Piotra i Pawła (niem. Dom Sankt Peter und Paul) – romańsko-gotycka świątynia luterańska znajdująca się w niemieckim mieście Brandenburg an der Havel. Jest jednym z obiektów na trasie Europejskiego Szlaku Gotyku Ceglanego.

## Historia
Misyjna diecezja brandenburska została erygowana przez cesarza Ottona I w 948 lub 965 roku. Misje nie powiodły się, a biskup od 983 przebywał poza granicami jednostki. Siedzibę biskupstwa w 1161 roku ponownie ustanowiono w Brandenburgu wraz z kapitułą katedralną, a w 1165 roku norbertanie wmurowali kamień węgielny pod budowę katedry. W krótkim czasie wzniesiono absydę, prezbiterium i transept, nie wybudowano planowanego wówczas jednonawowego korpusu. Na północ od zabudowań kapituły powstał pałac biskupi, znany jako Spiegelburg. Do końca XII wieku wzniesiono kryptę pod prezbiterium i skrzyżowaniem naw. Następnie wzniesiono trójnawowy korpus nawowy, a w 1230 rozpoczęto budowę dwuwieżowej fasady, przy czym ostatecznie zrealizowano tylko jedną z wież. W XV wieku świątynię przebudowano w stylu gotyckim, m.in. podwyższono mury, wzniesiono nowe sklepienia i nową, wieloboczną absydę. W 1517 wokół dziedzińca wzniesiono budynki dla kurii. Od 1544 kompleks jest w rękach protestantów, lecz jeszcze przez następne lata wielu kanoników było katolikami. W 1705 założono Akademię Rycerską, która działała do roku 1937, chociaż internat funkcjonował jeszcze przez kilka następnych lat. W latach 1833–1836 świątynię wyremontowano pod okiem Karla Friedricha Schinkla. W latach 1869–1870 zachodnie skrzydło kanonii zastąpiono neogotyckim budynkiem akademii. Od 1945 do 1975 mieściła się w nim Theodor-Neubauer-Oberschule, a od 2001 jest siedzibą luterańskiej szkoły podstawowej (niem. Grundschule). W 1920 roku dziekanem katedry został marszałek i późniejszy prezydent Paul von Hindenburg. W 2009 rozpoczęto restaurację kompleksu kanonii, podczas remontu odkryto gotyckie malowidła.

## Architektura i wyposażenie
Świątynia romańsko-gotycka, trójnawowa, o układzie bazylikowym, z transeptem i wieloboczną absydą. Wnętrze świątyni jest przedzielone przez lektorium. Najstarsza płyta nagrobna, pochodząca z grobu Petera von Thurego, pochodzi z 1282 roku, o wadze zmarłego świadczy aureola wyrzeźbiona wokół jego głowy. Tzw. ołtarz czeski wykonano w 1380 roku, za panowania czeskiego króla Karola IV Luksemburskiego w Brandenburgii. Ołtarz Ukrzyżowania Pańskiego pochodzi z końca wieku XV. Ustawiony w absydzie ołtarz główny, poświęcony Maryi Pannie, wykonano w 1518 roku dla klasztoru Lehnin, po okresie reformacji przeniesiono go do Brandenburga. Reprezentuje styl przejściowy między gotykiem a renesansem. Ścianę katedry zdobi manierystyczne epitafium Christopha Dehnego z 1632 roku. Nad zachodnim portalem znajduje się rozeta z okresu przebudowy w latach 1833–1836. Organy wykonano w 1725 roku w warsztacie Joachima Wagnera, są jednymi z nielicznych jego autorstwa, które zachowały się w niemal oryginalnym stanie. Na dwóch piętrach wieży zawieszone są łącznie cztery brązowe dzwony. W 1942 instrumenty zarekwirowano na cele wojenne, lecz uniknęły przetopienia i w 1948 wróciły do Brandenburga. Dane dzwonów:
| Imię                 | Waga    | Średnica | Ton  | Rok odlania | Ludwisarz      |
| -------------------- | ------- | -------- | ---- | ----------- | -------------- |
| Viertelstundenglocke | 150 kg  | 55,8 cm  | a"   | XIII wiek   | nieznany       |
| Betglocke            | 500 kg  | 92 cm    | a'   | XIV wiek    | nieznany       |
| Stundenglocke        | 900 kg  | 109 cm   | fis' | 1679        | Martin Heintze |
| Sterbeglocke         | 2500 kg | 155,2 cm | cis' | 1697        | Johann Greten  |

## Galeria

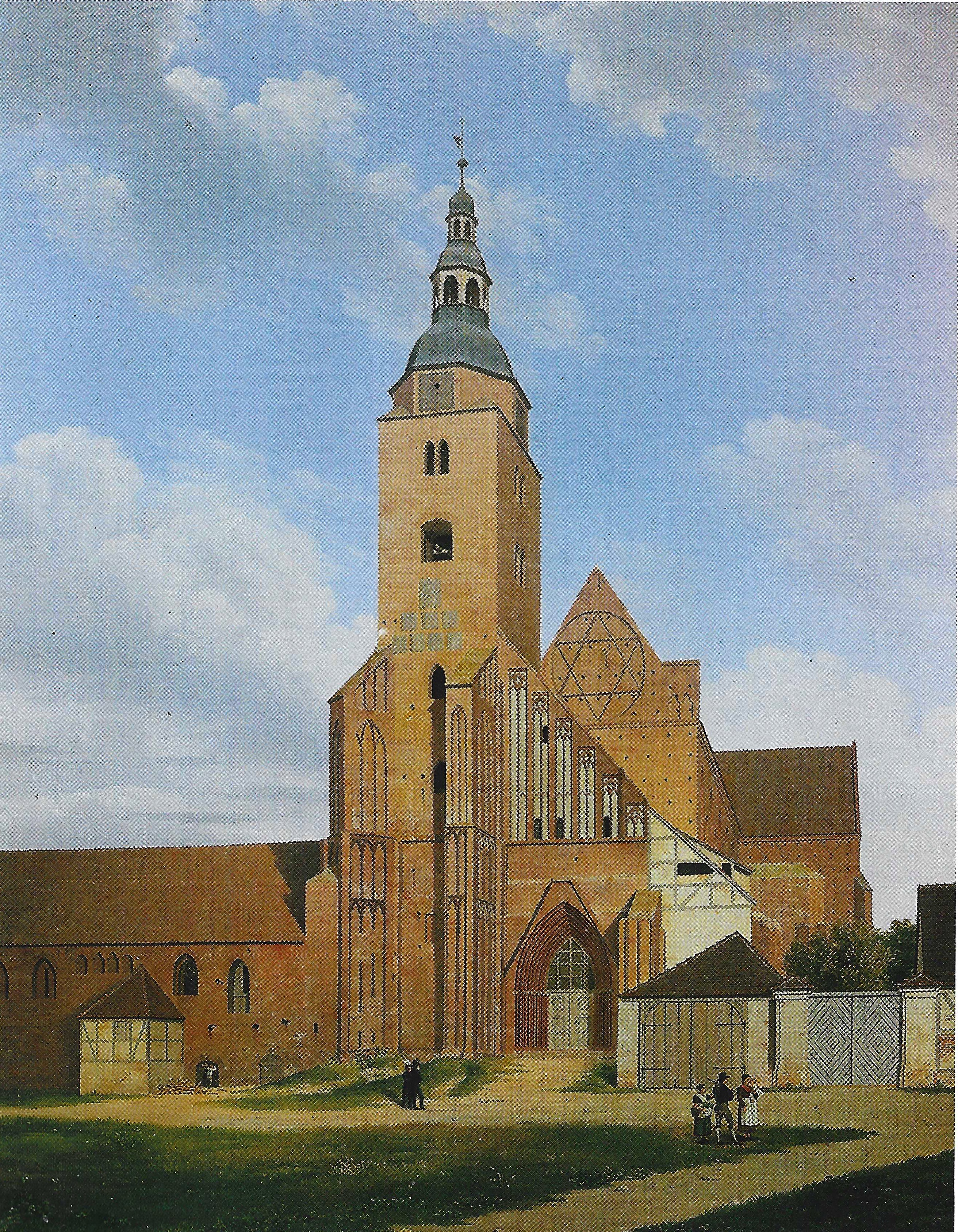
Fasada przed XIX-wieczną przebudową
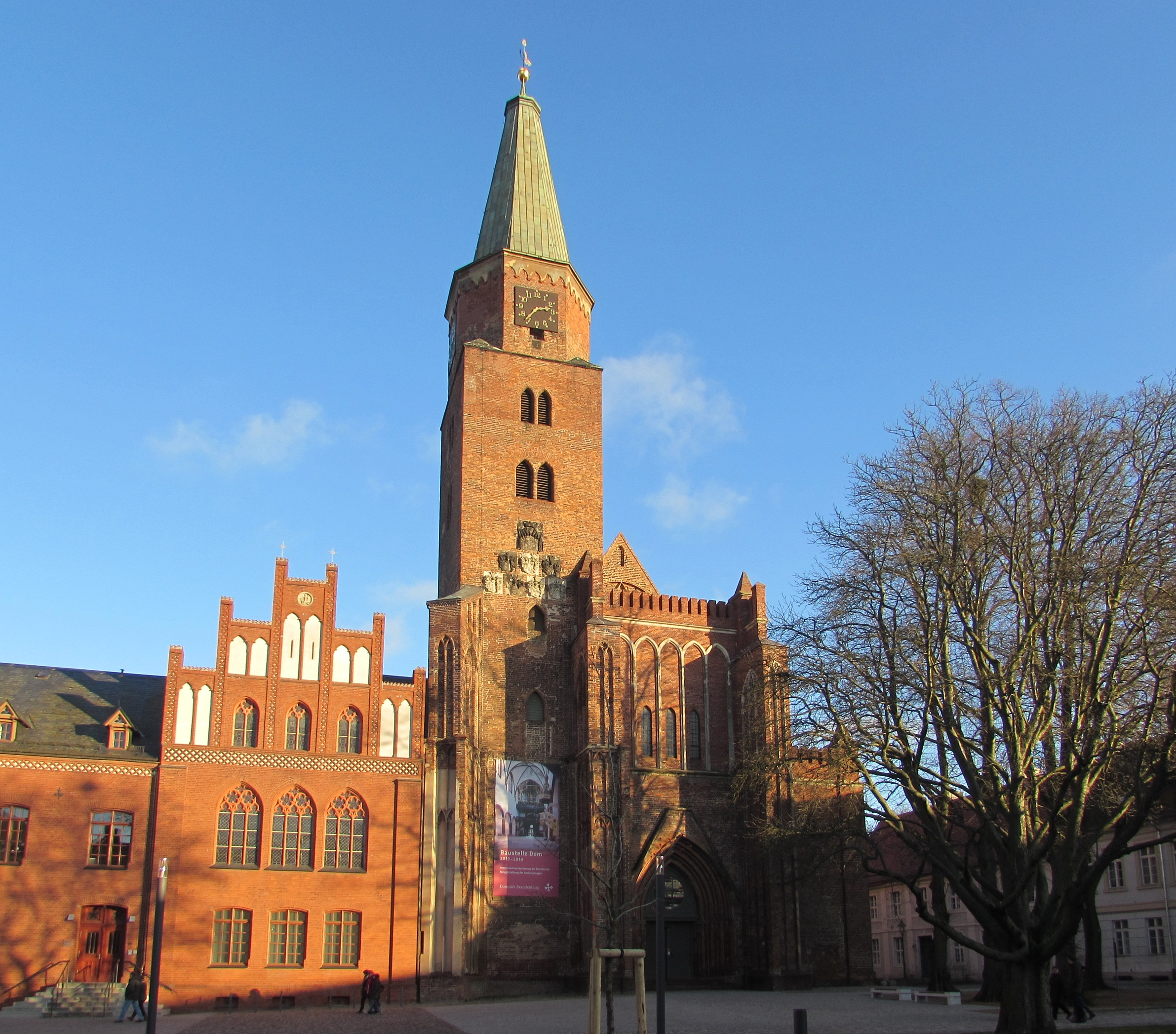
Fasada współcześnie
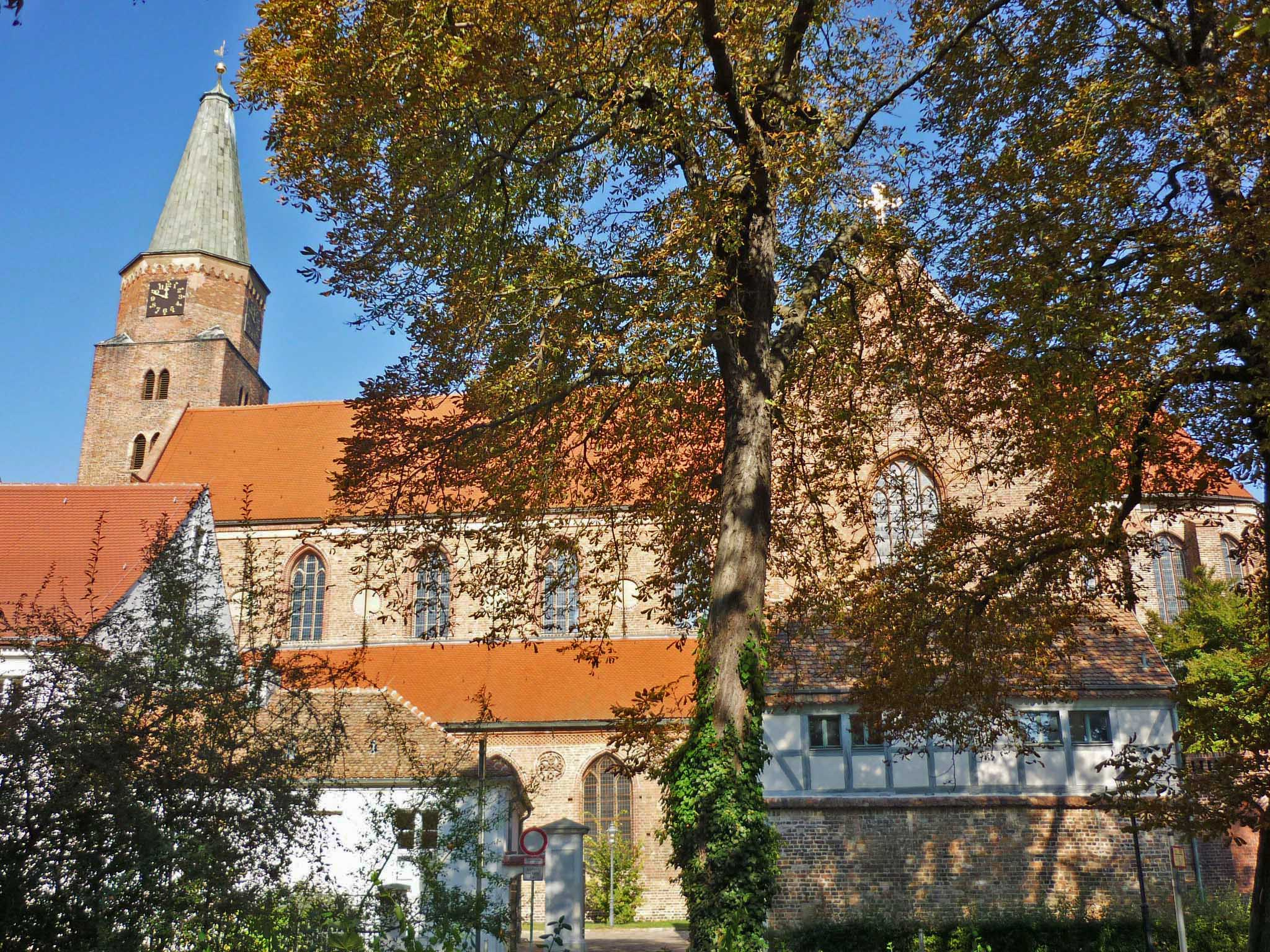
Widok z południa
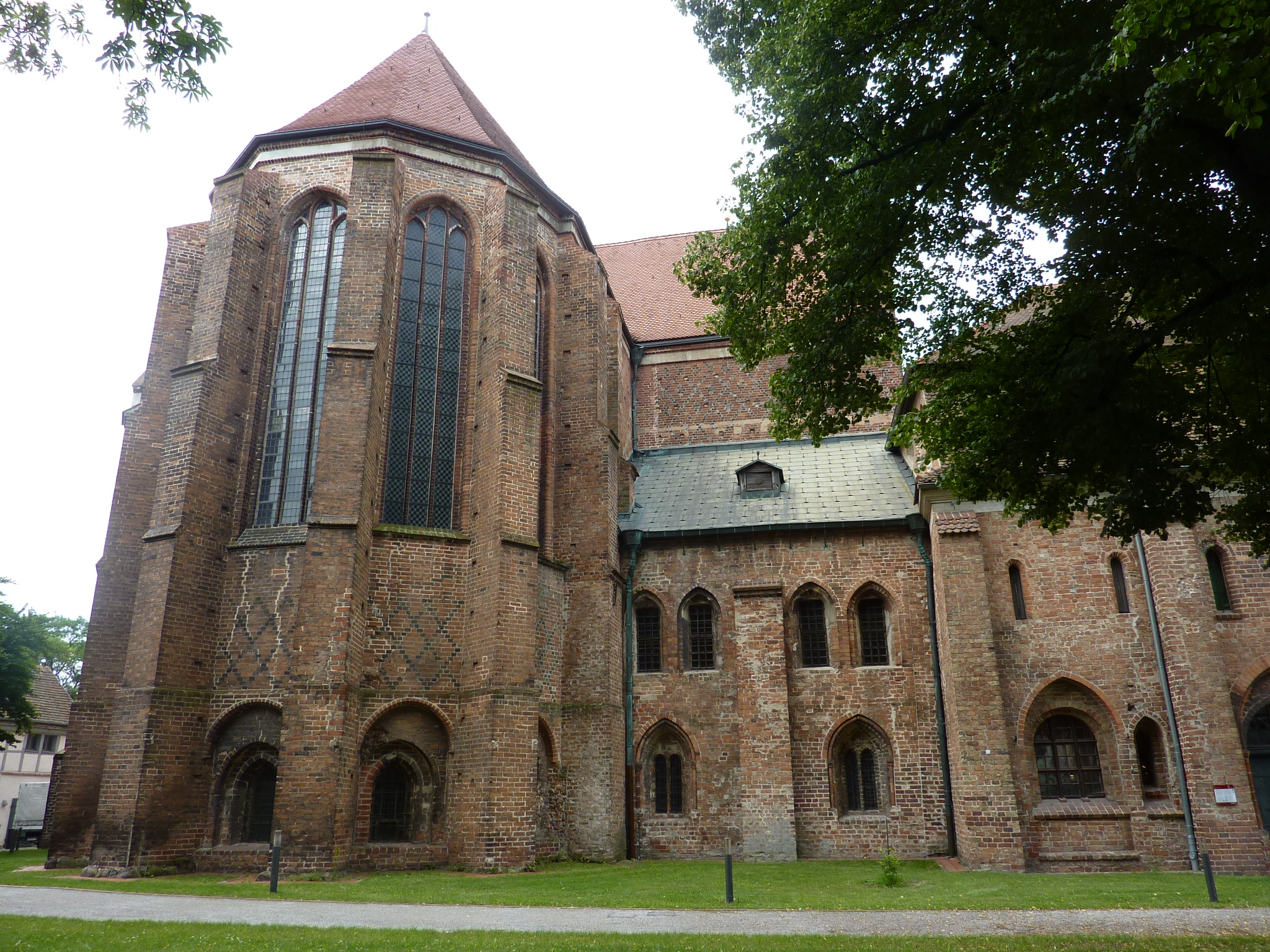
Absyda
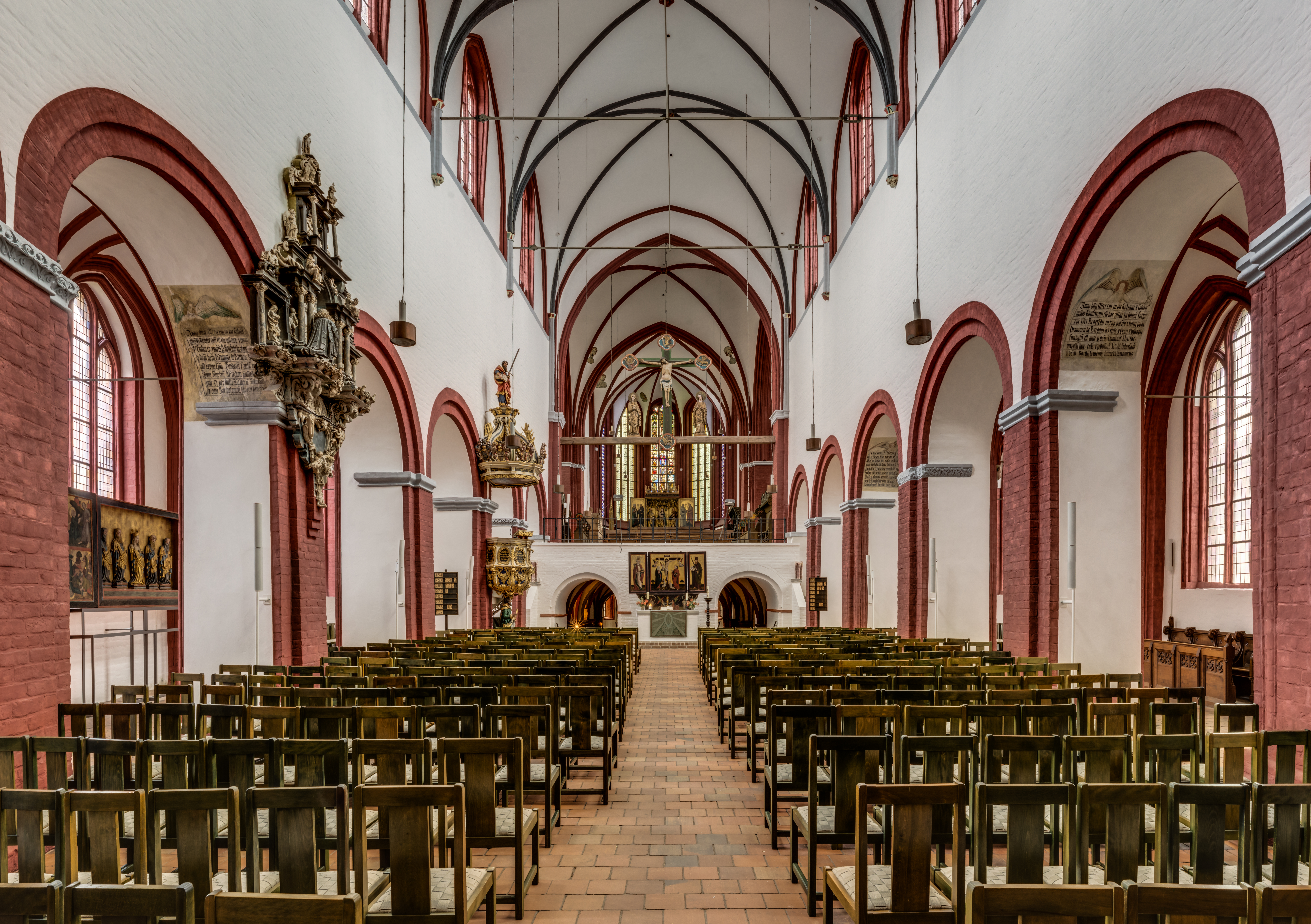
Wnętrze
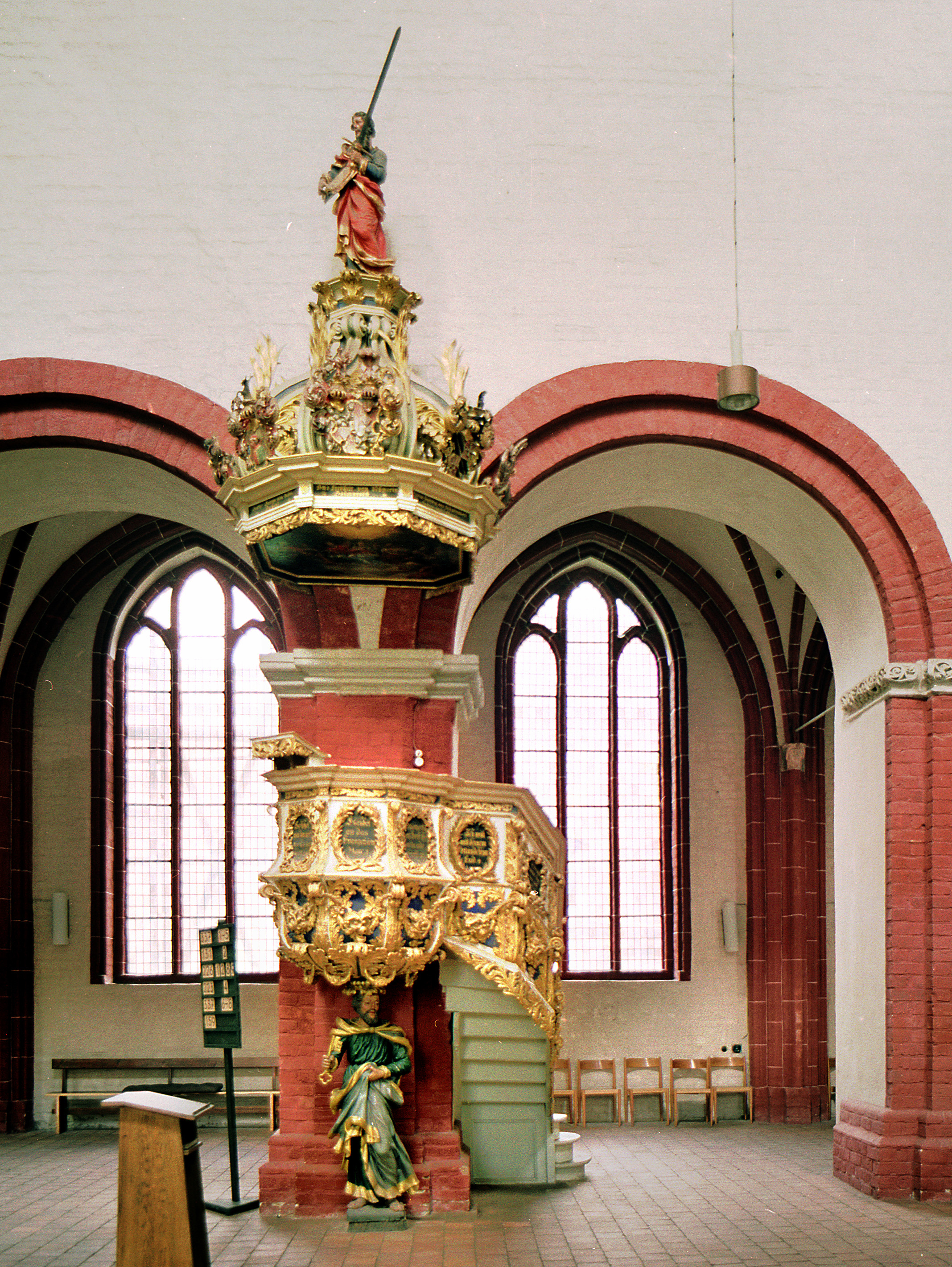
Ambona
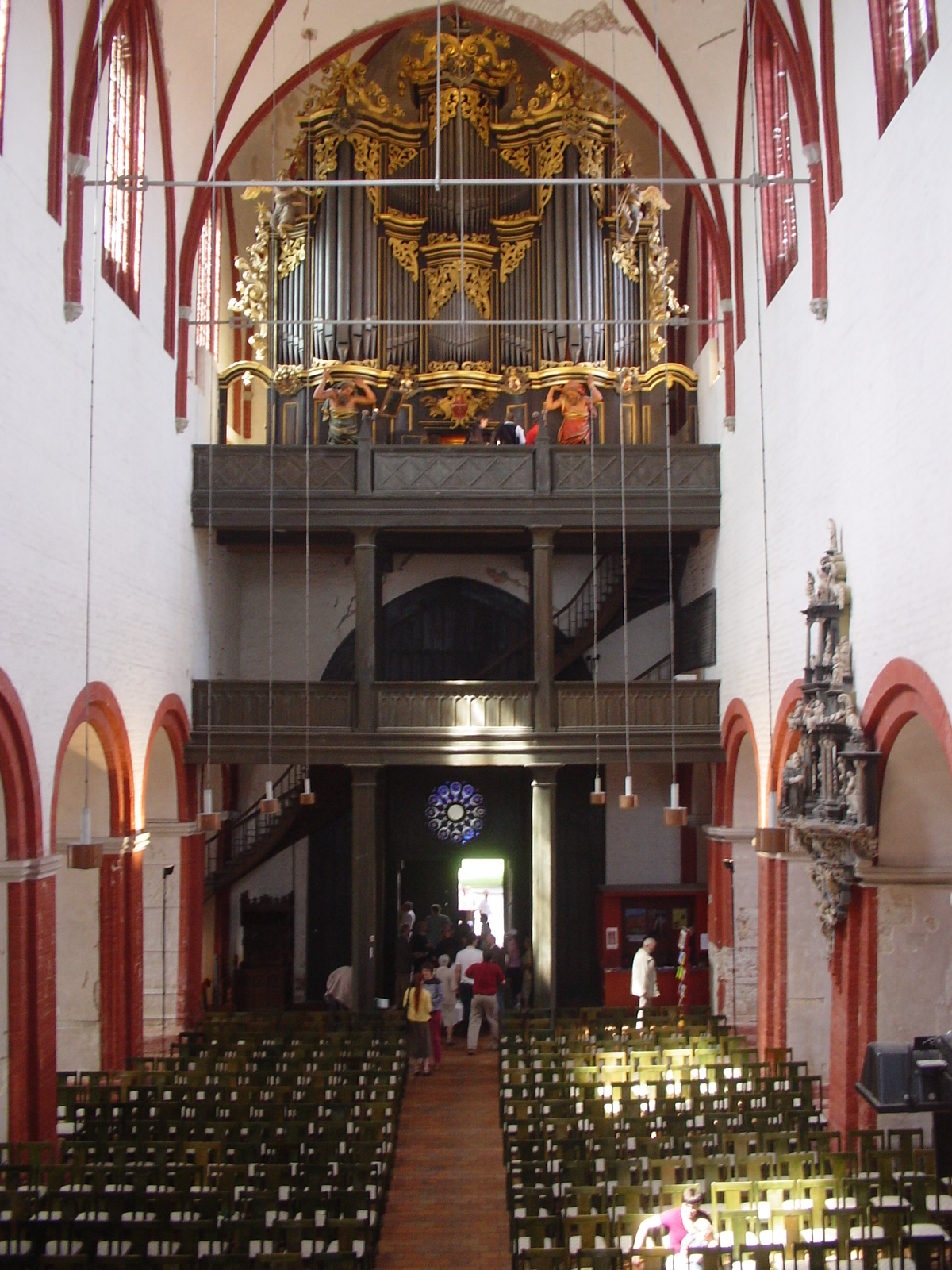
Empora i organy
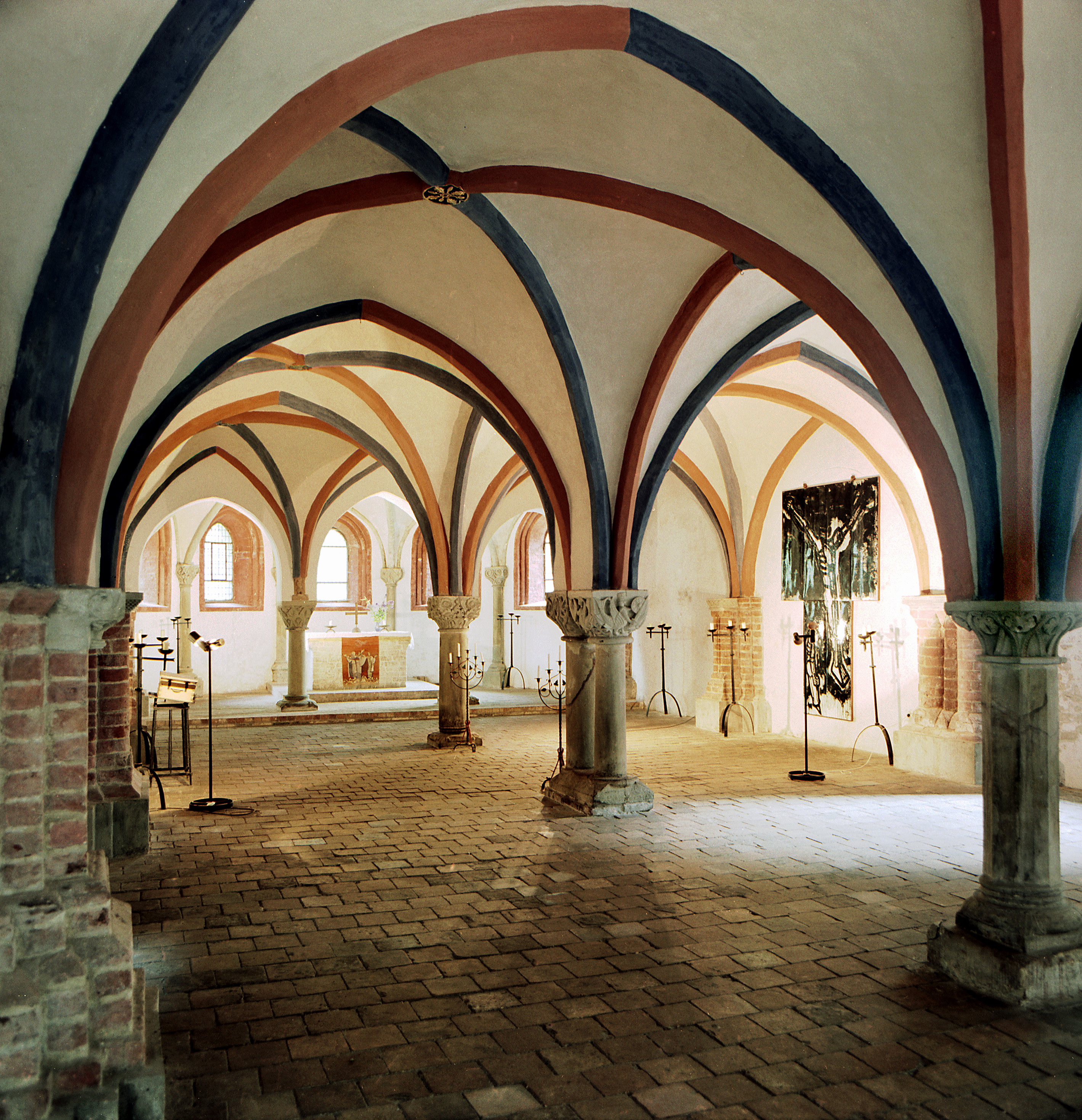
Krypta